# Битва на річці Суха Дорогва
Битва на річці Суха Дорогва - бій між руськими силами Данила Романовича та польським військом Лешка Білого 1219 року на річці Суха Дорогва (ліва притока Західного Бугу). Закінчився перемогою війська Данило Романовича, які повністю розгромили військо Лешка Білого у Берестейщині.

## Перебіг
Лестько ж великий гнів мав на Данила. І коли настала весна, поїхали ляхи воювати і пустошили по ріці Бугу. І послав услід за ними Данило воєвод Гаврила Душиловича, і Семена Олуйовича,і Василька Гавриловича, і вони били їх до річки Сухої Дорогви, і колодників захопили, і вернулися у Володимир з великою славою. Тоді ж убитий був Клим Христинич, один з усіх його, Данила, воїв, що ото його хрест і донині стоїть на Сухій Дорогві. А ляхів вони багатьох побили і гнали вслід за ними до ріки Вепра. Лестько ж вважав, що Данило узяв Берестій за Мстиславовою радою. Тому Лестько послав посла до короля: «Не хочу я часті в Галичі, а дай його зятеві моєму».

## Наслідки
Від польських загарбників були звільнені Берестейщина і забузькі землі. Лешко розгнівався й послав військо, щоб повернути втрачене. Але полки Данила розгромили нападників і гнались за ними аж до річки Вепра, тобто до кордону.